# 兵鏢鱸
兵鏢鱸為輻鰭魚綱鱸形目鱸亞目河鱸科鏢鱸屬的其中一種，該物種分布於美國Mobile灣的淡水流域，棲息在中底層水域。